# سبروينج إنتراكتف
سبروينج إنتراكتف (Sproing Interactive Media GmbH) وهي شركة نمساوية مُختصة في تطوير ألعاب الفيديو تأسست عام 2001 من قبل هارالد ريجلر وجيرهارد سيلر. يمتلك ريجلر وسيلر الشركة ويديرانها حتى الوقت الحاضر. يقع المقر الرئيسي للشركة في فيينا، النمسا.
نشرت سبروينج أكثر من 50 عنوانًا في نطاقات مختلفة، وتنتج ألعابًا لمنصات عديدة مثل وي وإكس بوكس 360 وبلاي ستيشن 3 والحاسوب الشخصي وبلاي ستيشن 2 وإكس بوكس ونينتندو دي أس وبلاي ستيشن وغيم بوي أدفانس. مُنحت لعبة Panzer Tactics DS (إصدار 2008) جائزة المطور الألماني في فئة أفضل لعبة وحدة تحكم ألمانية. وبيعت بأكثر من 250 ألف نسخة على منصات مختلفة.
في نوفمبر 2016 ، تقدمت الشركة التي كان يعمل بها ما يقرب من 100 موظف، وهي أكبر استوديو للألعاب في النمسا، بالإفلاس. قام موظفي الشركة في ما بعد بتأسيس شركة مستقلة في عام 2018 استوديوهات المصباح الأرجواني (Purple Lamp Studios)، وقد حصلوا أيضًا على حقوق العلامة التجارية سبروينج وبعض الألعاب التي صنعوها سابقًا، وأبقوا الألعاب نشطة من خلال تشغيل قسم فرعي تحت اسم Sproing Publishing.
كانت شركة سبروينج عضوًا في الرابطة الفيدرالية لصناعة ألعاب الكمبيوتر.

## من ألعابها
- ألعاب Moorhuhn
- 2004: Crazy Kickers
- 2005: Meine Tierarztpraxis -Series
- 2006: Undercover: Operation Wintersun
- 2007: Undercover: Dual Motives
- 2008: Panzer Tactics DS
- 2009: كورسد ماونتن
- 2010: Dance! It's your Stage
- 2011: Schlag den Raab – Das 2. Spiel
- 2012: SkyRama
- 2012:North & South
- 2012: شلاغ دن راب - داس 3. كلام معسول
- 2012: Silent Hunter-Online (إصدار تجريبي)
- 2013: أستريكس أند فريندز
- 2016: عطلة أنغري بيردز (ملغاة)
- 2017: Quarantine
- 2017: Nonstop Chuck Norris
- 2017: KISS - Rock City

## روابط خارجية
- موقع سبروينج .
- ملف الشركة من MobyGames